# Sondern (Grundstück)
Sondern oder Sundern bedeutet ein aus der allgemeinen Nutznießung ausgesondertes und dem Privatgebrauch übergebenes Grundstück.
Sondern/Sundern standen seit dem Frühmittelalter als Herrschaftsbesitz im Gegensatz zu dem gemeinschaftlich genutzten Flächen (z. B. Markwälder) der Markgenossenschaften. Ein Königssondern ist Land, das ausschließlich für die Nutzung durch die Kronverwaltung vorgesehen ist. Zahlreiche heutige Ortsnamen, vor allem Sundern, mehrfach in Nordrhein-Westfalen, leiten sich aus dieser Flurbezeichnung ab und deuten noch heute die damaligen Rechtsverhältnisse an.